# ناوكي إينوي
ناوكي إينوي (باليابانية: 井上 直輝) (مواليد 5 أغسطس 1997) هو لاعب كرة قدم ياباني.

## وصلات خارجية
- ناوكي إينوي على موقع رابطة كرة القدم اليابانية للمحترفين (اليابانية)
- ناوكي إينوي على موقع قاعدة بيانات كرة القدم.إي يو (الإنجليزية)
- ناوكي إينوي على موقع Soccerway.com (الإنجليزية)
- ناوكي إينوي على موقع عالم كرة القدم.نت (الإنجليزية)